# Marbachcheh
Marbachcheh (persiska: مربچّه) är en ort i Iran.   Den ligger i provinsen Khuzestan, i den centrala delen av landet, 500 km söder om huvudstaden Teheran. Marbachcheh ligger 104 meter över havet och antalet invånare är 917.
Terrängen runt Marbachcheh är platt, och sluttar norrut. Runt Marbachcheh är det ganska tätbefolkat, med 58 invånare per kvadratkilometer. Närmaste större samhälle är Rāmhormoz, 16,5 km öster om Marbachcheh. Trakten runt Marbachcheh är ofruktbar med lite eller ingen växtlighet.